# Streptomicin
Streptomicin je prvi antibiotik iz skupine aminoglikozida koji je otkriven, i prvi je antibiotik koji je rabljen u borbi protiv tuberkuloze. Streptomicin se dobiva iz mikroorganizma Actinobacterium Streptomyces griseus. Streptomicin djeluje tako što blokira razvoj bakterije zaustavljanjem sinteze proteina bakterije. Antibiotik se veže na 23S ribosomalnu RNK bakterijskog ribosoma i na taj se način sprječava procesiranje polipeptidnog lanca. Ljudi imaju ribosome koji se strukturno razlikuju od ribosoma bakterija pa ovaj antibiotik nema negativno djelovanje na sintezu proteina u stanicama ljudi. Streptomicin se ne daje oralnim putem, nego injekcijama.

Streptomicin je 19. listopada 1943. godine u laboratoriju Selmana Abrahama Waksmana na Sveučilištu Rutgers prvi put sintetički napravio Albert Schatz, student koji je u to vrijeme radio svoj magistarski rad. Waksman i kolege u njegovom laboratoriju sintetizirali su veliki broj antibiotika među kojima su i aktinomicin, klavicin, streptotricin, grisein, beomicin, i dr. Dva antibiotika, streptomicin i neomicin, naišla su na široku uporabu u borbama protiv zaraznih bolesti. Waksmanu se pripisuje da je osmislio pojam antibiotik.
Detalji i dodjeljivanje priznanja za otkrivanje ovog antibiotika razlog je spora između Waksmana i Schatza koji je rezultirao sudskom parnicom. Spor je izbio oko toga kome pripisati priznanje za ovo otkriće. Naime, u to vrijeme Schatz je bio student koji je radio na svom magistarskom radu koji je za studiju imao mehanizam djelovanja antibiotika i bio je vođa grupe koja je radila na streptomicinu. Međutim, laboratorij, kao i laboratorijski strojevi pripadali su Waksmanu. I dalje traje debata o tome je li trebalo uključiti i Schatza u Nobelovu nagradu koja je dodijeljena 1952. godine. Odbor instituta koji dodjeljuje Nobelovu nagradu izdao je priopćenje da nagrada nije dodijeljena zbog samog otkrića (streptomicina), već se uzelo u obzir i razvoj metoda i tehnika koje su dovele do tog otkrića.
Pravni spor okončan je u korist Schatza i službena odluka je bila da se Schatz uključi u nagradu koja je dodijeljena 1952. godine kao jedan od suotkrivača. Schatzu je također dodijeljena Rutgersova medalja 1994. godine kada je napunio 74. godinu. Nažalost, ovaj spor imao je negativan utjecaja na karijere obaju znanstvenika, Waksmana i Schatza, i debata traje i danas.